# Quintus Plautius
Quintus Plautius (fl. 36) est un homme politique de l'Empire romain.

## Famille
Il est le fils de Amnius Plautius et de sa femme Vitellia.
Il s'est marié avec Sextia, sœur de Titus Sextius Africanus.
Il est le père de Plautius Lateranus, marié avec Quinctilia.

## Carrière
Il est consul en 36.